# Lophodermella conjuncta
Lophodermella conjuncta är en svampart som först beskrevs av Darker, och fick sitt nu gällande namn av Darker 1967. Lophodermella conjuncta ingår i släktet Lophodermella och familjen Rhytismataceae.   Inga underarter finns listade i Catalogue of Life.